# Јасна Билушић
Јасна Билушић (1967) хрватска је глумица, џез певачица и ТВ водитељка.
| Год.       | Назив             | Улога           |
| ---------- | ----------------- | --------------- |
| 2015—2016. | Немој никоме рећи | Лана Вуковић    |
| 2015.      | Да сам ја нетко   | Докторица       |
| 2015.      | Crossing Lines    | Admitting Nurse |
| 2013—2014. | Тајне             | Вишња Петрић    |
| 2009.      | Закон!            | Психијатрица    |
| 2006.      | Балкан ИНЦ        | Марија          |